# 1622

## Събития
- 1 януари – Папската канцелария приема 1 януари за начало на годината (дотогава начало на годината е 25 март).
- Уилям Отред изобретява първата сметачна линия

## Родени
- Бернхард Варениус, Холандски географ
- Карел Дюжарден, нидерландски художник
- Ханс Якоб Кристофел фон Гримелсхаузен, немски писател († 1676 г.)
- 15 януари – Жан-Батист Молиер, френски драматург, режисьор и актьор
- 5 април – Винченцо Вивиани, италиански учен
- 8 ноември – Карл X, шведски крал